# Dao Bandon
Dao Bandon (în thailandeză ดาว บ้านดอน, n. 4 ianuarie 1947, Provincia Yasothon, Thailanda) este un actor și cântăreț thailandez.

## Tinerețe
Dao Bandon s-a născut pe 4 ianuarie 1947 în provincia Yasothon și și-a început cariera muzicală în 1970.

## Discografie

### Album
- Khon Khee Lang Kway[1][2]
- Roe Rak Tai Ton Kradon

### Songwriting
- Jao Bao Hai (Jintara Poonlarp)
- Rak Salai Dok Fai Ban  (Jintara Poonlarp)[3][4][5]
- Covid Ma Namta Lai (Jintara Poonlarp)[6]
- Nam Ta Loan Bon Tee Non (Honey Sri-Isan)
- Kulab Daeng (Somjit Borthong)